# Nati nel 1937/Giugno
| Questa pagina contiene informazioni ricavate automaticamente dalle voci biografiche con l'ausilio del template Bio e di un bot. L'aggiornamento è periodico e automatico e ricostruisce completamente la pagina. Se manca una persona in questa lista, sei pregato di non aggiungerla, ma accertati piuttosto che la sua voce biografica contenga il template Bio e che i dati anagrafici siano correttamente compilati. Se il template Bio manca, inseriscilo tu stesso o, in alternativa, metti l'avviso {{tmp\|Bio}} che ne segnala la mancanza. Se i dati riportati sono sbagliati, correggi direttamente la voce biografica; le modifiche saranno visibili in questa lista entro pochi giorni. Per chiarimenti vedi il progetto biografie. La lista contiene solo le 197 persone che sono citate nell'enciclopedia e per le quali è stato implementato correttamente il template Bio. Pagina aggiornata al 18 lug 2025. |

- 1º giugno - Sandra Bonsanti, giornalista, scrittrice e politica italiana
- 1º giugno - Morgan Freeman, attore e produttore cinematografico statunitense
- 1º giugno - Elio Ghelfi, allenatore di pugilato italiano († 2020)
- 1º giugno - Yisrael Meir Lau, rabbino israeliano
- 1º giugno - Colleen McCullough, scrittrice e neurologa australiana († 2015)
- 1º giugno - Ezio Pascutti, calciatore e allenatore di calcio italiano († 2017)
- 1º giugno - Bernhard Steffen, ex calciatore tedesco
- 1º giugno - Lusine Zakaryan, soprano sovietico († 1992)
- 2 giugno - Alberto Biasi, pittore italiano
- 2 giugno - Bruno Cagli, critico musicale, musicologo e saggista italiano († 2018)
- 2 giugno - Marcello De Dorigo, fondista italiano († 2024)
- 2 giugno - Sally Kellerman, attrice statunitense († 2022)
- 2 giugno - Klaus-Michael Kühne, imprenditore tedesco
- 2 giugno - Giovanni Medeot, calciatore italiano († 2022)
- 2 giugno - Robert Paul, pattinatore artistico su ghiaccio canadese († 2024)
- 2 giugno - Gérard Rossé, biblista francese
- 2 giugno - Marianna Vardinoyannis, filantropa e socialite greca († 2023)
- 3 giugno - Ottone d'Assia, nobile e archeologo tedesco († 1998)
- 3 giugno - Wilfried Barner, critico letterario e germanista tedesco († 2014)
- 3 giugno - Ray Brady, calciatore irlandese († 2016)
- 3 giugno - Giovanni Delfino, ex calciatore italiano
- 3 giugno - Jean-Pierre Jaussaud, pilota automobilistico francese († 2021)
- 3 giugno - Franco Levi, giurista italiano († 1980)
- 3 giugno - Solomon Ortiz, politico statunitense
- 3 giugno - Meir Zarchi, regista israeliano
- 4 giugno - Tanvir Dar, hockeista su prato pakistano († 1998)
- 4 giugno - Freddy Fender, cantante e chitarrista messicano († 2006)
- 4 giugno - Gorilla Monsoon, wrestler statunitense († 1999)
- 4 giugno - Peppino Pippia, fisarmonicista italiano († 2013)
- 4 giugno - Flora Ruchat Roncati, architetto svizzero († 2012)
- 4 giugno - Ed Smallwood, cestista statunitense († 2002)
- 4 giugno - Henny Trayles, attrice e comica tedesca († 2022)
- 5 giugno - Hélène Cixous, scrittrice, drammaturga e saggista francese
- 5 giugno - Mark Danilovič Osep'jan, regista sovietico
- 5 giugno - Roberto Pontremoli, dirigente d'azienda e attivista italiano
- 5 giugno - Oddvar Richardsen, calciatore norvegese († 1997)
- 5 giugno - Faustino Sainz Muñoz, arcivescovo cattolico spagnolo († 2012)
- 5 giugno - Bruno Tosoni, criminale italiano
- 5 giugno - Gonzalo di Borbone-Dampierre, duca († 2000)
- 6 giugno - Piero De Masi, ambasciatore italiano († 2021)
- 6 giugno - Alexander Demandt, storico tedesco
- 6 giugno - Romano Garagnani, tiratore a volo italiano († 1999)
- 6 giugno - Liana Orfei, attrice e circense italiana
- 6 giugno - Vittorio Salvetti, produttore televisivo, conduttore televisivo e autore televisivo italiano († 1998)
- 6 giugno - Marilyn Van Derbur, ex modella e attrice statunitense
- 7 giugno - Roberto Blanco, cantante, attore e showman cubano
- 7 giugno - Almut Eggert, attrice e doppiatrice tedesca († 2023)
- 7 giugno - Héctor González Garzón, calciatore colombiano († 2015)
- 7 giugno - Neeme Järvi, direttore d'orchestra estone
- 7 giugno - John Williamson, economista britannico († 2021)
- 8 giugno - Giampaolo Barosso, scrittore italiano († 2014)
- 8 giugno - Idilio Cei, allenatore di calcio e calciatore italiano († 1996)
- 8 giugno - Manfredo Massironi, artista e architetto italiano († 2011)
- 8 giugno - Bruce McCandless, astronauta e ingegnere statunitense († 2017)
- 8 giugno - Antonio Napoletano, vescovo cattolico italiano († 2019)
- 9 giugno - Luigi Corioni, imprenditore e dirigente sportivo italiano († 2016)
- 9 giugno - Werner Dittrich, sollevatore tedesco
- 9 giugno - Ira M. Lapidus, storico e orientalista statunitense
- 9 giugno - Riz Samaritano, cantante e paroliere italiano
- 9 giugno - Giuliano Urbani, politico e politologo italiano
- 10 giugno - Richard Foreman, drammaturgo e regista teatrale statunitense († 2025)
- 10 giugno - Maria Giovannini, attrice, modella e conduttrice televisiva italiana
- 10 giugno - Susan Howe, poetessa, critica letteraria e saggista statunitense
- 10 giugno - Delfina Lozano, ex cestista messicana
- 10 giugno - Luciana Paluzzi, attrice italiana
- 10 giugno - Tullio Pironti, editore e pugile italiano († 2021)
- 10 giugno - Emiliano Rodríguez, ex cestista spagnolo
- 10 giugno - Vilmos Varjú, pesista ungherese († 1994)
- 11 giugno - Carlos Eduardo Dolabella, attore brasiliano († 2003)
- 11 giugno - Chad Everett, attore statunitense († 2012)
- 11 giugno - Reginaldo Faria, attore e regista brasiliano
- 11 giugno - Don Fleming, giocatore di football americano statunitense († 1963)
- 11 giugno - John Francis Kinney, vescovo cattolico statunitense († 2019)
- 11 giugno - Rudolf Kölbl, calciatore tedesco († 2024)
- 11 giugno - Rino Marchesi, ex calciatore e allenatore di calcio italiano
- 11 giugno - David Mumford, matematico inglese
- 11 giugno - Robin Warren, patologo australiano († 2024)
- 12 giugno - Vladimir Igorevič Arnol'd, matematico russo († 2010)
- 12 giugno - Lorenzo Arruga, critico musicale, critico teatrale e compositore italiano († 2020)
- 12 giugno - Giuseppe Baldocci, diplomatico italiano († 2016)
- 12 giugno - Tonino Cragnolini, disegnatore, incisore e pittore italiano († 2014)
- 12 giugno - Antonio Debenedetti, scrittore, giornalista e critico letterario italiano († 2021)
- 12 giugno - Mauro Gatti, allenatore di calcio e ex calciatore italiano
- 12 giugno - Piero Gonfiantini, calciatore italiano († 2025)
- 12 giugno - Chips Moman, chitarrista, produttore discografico e paroliere statunitense († 2016)
- 12 giugno - Lorraine Serabian, attrice e cantante statunitense
- 13 giugno - Brunello Cocciuti, ex calciatore italiano
- 13 giugno - Beba Flechelle, ex cestista e ex pallavolista peruviana
- 13 giugno - Eleanor Holmes Norton, politica, avvocato e attivista statunitense
- 13 giugno - Antonio Rada, calciatore colombiano († 2014)
- 13 giugno - Erich Ribbeck, ex calciatore e allenatore di calcio tedesco
- 13 giugno - Costanzo Valli, politico e funzionario italiano († 2011)
- 13 giugno - Elisabetta Viarengo Miniotti, incisore e pittrice italiana († 2020)
- 14 giugno - Jean-Claude Lefèbvre, cestista francese († 1999)
- 14 giugno - Jørgen Leth, poeta, regista e sceneggiatore danese
- 14 giugno - Marciano Vidal García, teologo e presbitero spagnolo
- 14 giugno - Fritz Wagnerberger, sciatore alpino, allenatore di sci alpino e dirigente sportivo tedesco († 2010)
- 15 giugno - Costantino Carrozza, attore e regista teatrale italiano († 2016)
- 15 giugno - Curtis Cokes, pugile e allenatore di pugilato statunitense († 2020)
- 15 giugno - Herbert Feuerstein, giornalista, comico e conduttore televisivo austriaco († 2020)
- 15 giugno - Anna Hazare, attivista e sociologo indiano
- 15 giugno - Waylon Jennings, cantante e musicista statunitense († 2002)
- 15 giugno - Karl Leister, clarinettista tedesco
- 15 giugno - Lílian Lemmertz, attrice brasiliana († 1986)
- 15 giugno - Johnny Sample, giocatore di football americano statunitense († 2005)
- 16 giugno - Francesco Marrassini, dirigente sportivo italiano († 2023)
- 16 giugno - Erich Segal, sceneggiatore, scrittore e critico letterario statunitense († 2010)
- 16 giugno - Simeone II di Bulgaria, ex politico e nobile bulgaro
- 17 giugno - Alcide Baccari, ex calciatore italiano
- 17 giugno - Don Casey, allenatore di pallacanestro statunitense
- 17 giugno - Anna Giacalone Ramat, linguista italiana
- 17 giugno - Joachim Gruber, filologo classico tedesco
- 17 giugno - Clodovil Hernandes, stilista, conduttore televisivo e politico brasiliano († 2009)
- 17 giugno - Stella Márquez, modella colombiana
- 17 giugno - Ted Nelson, sociologo e filosofo statunitense
- 17 giugno - Arthur Schmidt, montatore statunitense († 2023)
- 18 giugno - Adriana Destro, antropologa italiana
- 18 giugno - Andrea Frezza, regista, sceneggiatore e scrittore italiano († 2012)
- 18 giugno - Del Harris, allenatore di pallacanestro e dirigente sportivo statunitense
- 18 giugno - Guram Kostava, schermidore sovietico († 2024)
- 18 giugno - Franco Carlo Ricci, musicologo italiano
- 18 giugno - Jay Rockefeller, politico statunitense
- 18 giugno - Bruce Trigger, archeologo canadese († 2006)
- 18 giugno - Vitalij Michajlovyč Žolobov, cosmonauta e ingegnere sovietico
- 19 giugno - André Glucksmann, filosofo, saggista e attivista francese († 2015)
- 19 giugno - Pamela Lincoln, attrice statunitense († 2019)
- 19 giugno - Viktor Mineev, pentatleta sovietico († 2002)
- 19 giugno - Majid Samii, medico iraniano
- 19 giugno - Anita Strindberg, attrice svedese
- 19 giugno - Émile Viollat, sciatore alpino francese († 2012)
- 20 giugno - Seta Del Grande, cantante lirica armena
- 20 giugno - Pat Quinn, attrice statunitense
- 20 giugno - Piero Ribechini, allenatore di calcio e calciatore italiano († 2011)
- 21 giugno - Tony Bärlund, cestista finlandese († 2016)
- 21 giugno - John Cannon, pilota automobilistico canadese († 1999)
- 21 giugno - Alfredo Carnovali, ex pallanuotista argentino
- 21 giugno - Luis Dogliotti, calciatore uruguaiano († 2017)
- 21 giugno - Luis Grajeda, cestista messicano († 2019)
- 21 giugno - John Mueller, docente statunitense
- 22 giugno - Chris Blackwell, produttore discografico britannico
- 22 giugno - Jacques Houssat, pilota di rally francese († 1997)
- 22 giugno - Vratislav Mazák, biologo ceco († 1987)
- 22 giugno - Pino Pavone, cantautore italiano
- 23 giugno - Martti Ahtisaari, diplomatico e politico finlandese († 2023)
- 23 giugno - Erika Netzer, sciatrice alpina austriaca († 1977)
- 23 giugno - Nicholas John Shackleton, geologo e climatologo britannico († 2006)
- 24 giugno - Antonio Allocca, attore italiano († 2013)
- 24 giugno - Renzo Arbore, cantautore, disc jockey e autore televisivo italiano
- 24 giugno - Anita Desai, scrittrice indiana
- 24 giugno - Biagio Pelligra, attore italiano
- 24 giugno - Sajida Talfah, insegnante irachena
- 25 giugno - Nawaf Al-Ahmad Al-Jaber Al Sabah, emiro kuwaitiano († 2023)
- 25 giugno - Bolot Bejšenaliev, direttore della fotografia e attore sovietico († 2002)
- 25 giugno - Giovanni Bolzoni, ex calciatore italiano
- 25 giugno - Eddie Floyd, cantante, paroliere e compositore statunitense
- 25 giugno - Vittore Frattini, pittore italiano
- 25 giugno - Vladimir Novikov, pallanuotista sovietico († 1980)
- 25 giugno - Keizō Obuchi, politico giapponese († 2000)
- 25 giugno - Dorel Vișan, attore e poeta rumeno
- 26 giugno - Sergio Bertola, ex calciatore italiano
- 26 giugno - Jan Brumovský, ex calciatore cecoslovacco
- 26 giugno - Ercole Ugo D'Andrea, poeta italiano († 2002)
- 26 giugno - János Dunai, calciatore ungherese († 2025)
- 26 giugno - Hans Gerny, vescovo vetero-cattolico svizzero († 2021)
- 26 giugno - Giancarlo Lombardi, ingegnere, imprenditore e politico italiano († 2017)
- 26 giugno - Robert Coleman Richardson, fisico statunitense († 2013)
- 26 giugno - Hans Wahlgren, attore e doppiatore svedese († 2024)
- 26 giugno - Reggie Workman, contrabbassista statunitense
- 27 giugno - Joseph P. Allen, astronauta e fisico statunitense
- 27 giugno - Givi Chokheli, calciatore e allenatore di calcio sovietico († 1994)
- 27 giugno - Galimzjan Chusainov, calciatore sovietico († 2010)
- 27 giugno - André Chéret, fumettista francese († 2020)
- 27 giugno - Vincenzo Gasperi, calciatore italiano († 2003)
- 27 giugno - Vladimir Herzog, giornalista e drammaturgo brasiliano († 1975)
- 27 giugno - Agostino Mantovani, politico italiano
- 27 giugno - George Raveling, ex cestista e allenatore di pallacanestro statunitense
- 27 giugno - René Vanderveken, ex ciclista su strada belga
- 28 giugno - Richard Bright, attore statunitense († 2006)
- 28 giugno - Domenico Cattarinich, fotografo e regista italiano († 2017)
- 28 giugno - Menotti Galeotti, politico, poeta e scrittore italiano († 2017)
- 28 giugno - Carlo Henke, karateka italiano († 2010)
- 28 giugno - Juan José Saer, scrittore argentino († 2005)
- 28 giugno - Tom Magliozzi, attore e doppiatore statunitense († 2014)
- 28 giugno - Nunzio Ruta, politico italiano
- 28 giugno - Romano Sgheiz, ex canottiere italiano
- 28 giugno - Tony Young, attore statunitense († 2002)
- 28 giugno - Geōrgios Zaimīs, velista greco († 2020)
- 29 giugno - Suzanne Boorsch, statunitense
- 29 giugno - Manin Carabba, magistrato e docente italiano († 2022)
- 29 giugno - Pier Benito Greco, musicista, compositore e paroliere italiano († 2018)
- 29 giugno - Donato Leoni, produttore cinematografico italiano († 2015)
- 29 giugno - Luigi Meriggi, politico italiano († 2003)
- 29 giugno - Yair Nossovsky, ex calciatore israeliano
- 29 giugno - Oleg Tjurin, canottiere sovietico († 2010)
- 30 giugno - Ove Andersen, calciatore danese († 2022)
- 30 giugno - Noel Black, regista, sceneggiatore e produttore cinematografico statunitense († 2014)
- 30 giugno - Vladimir Kuznecov, ex pallanuotista sovietico